# Droits LGBT en Albanie
Les personnes lesbiennes, gay, bisexuelles et transgenres (LGBT) en Albanie sont protégées par une législation qui s'attaque aux discriminations au sens large. Les relations sexuelles entre femmes ou entre hommes sont légales en Albanie, mais les foyers créés autour de couples homosexuels n'ont pas la protection légale dont bénéficient les couples hétérosexuels.
L'Albanie a ratifié le protocole no 12 de la Convention pour la protection des droits humains et des libertés fondamentales, et de plus, elle fait partie des signataires de la Déclaration sur l'orientation sexuelle et l'identité de genre des Nations unies de 2007.

## Anciennes lois contre l'homosexualité
L'Albanie a décriminalisé l'homosexualité en 1995. La majorité sexuelle est fixée à quatorze ans pour tous, quel que soit le genre ou l'orientation sexuelle, depuis 2001.
L'été 1994, le gouvernement albanais a mis en avant une ébauche de code pénal dans lequel l'homosexualité restait illégale, mais avec une peine maximale de trois ans de prison. Une campagne de la Gay Albania Society dans toute l'Albanie, et la pression internationale suscitée par l'ILGA, dans laquelle le Conseil de l'Europe a joué un rôle important, ont mené au retrait de ce projet de loi.
Le 20 janvier 1995, l'Assemblée a légalisé les relations homosexuelles en Albanie. L'article 137 de l'ancien code pénal promulgué sous la République populaire socialiste d'Albanie, qui prévoyait une peine allant jusqu'à dix ans de prison pour la seule raison d'"être homosexuel" a été complètement abandonné.

## Reconnaissance des relations homosexuelles
Le mariage homosexuel ou les unions civiles ne sont pas reconnues pour le moment en Albanie. Même si le premier ministre d'Albanie a annoncé en juillet 2009 qu'il soutiendrait la reconnaissance des mariages civils homosexuels, la nouvelle loi, approuvée le 4 février 2010, ne prévoyait pas de mariage homosexuel,. 
Les groupes qui soutiennent les droits des homosexuels souhaitaient cette nouvelle loi, mais ont déclaré qu'ils espéraient que Berisha allait tenir sa promesse en légalisant le mariage homosexuel.

## Protections contre les discriminations
Le 4 février 2010, l'Assemblée a adopté à l'unanimité une loi qui lutte contre toutes les discriminations, y compris les discriminations fondées sur l'orientation sexuelle et l'identité de genre. La loi interdit la discrimination dans tous les domaines, comme le travail, l'accès aux biens et aux services, l'éducation, la santé et le logement.
L'Albanie est l'un des rares pays européens à viser explicitement la discrimination fondée sur l'identité de genre. La loi va aussi plus loin que les exigences minimales de l'Union européenne, qui ne demande de lutter que contre la discrimination en raison de l'orientation sexuelle au travail, et ne prend pas en compte l'identité de genre.

## Tableau récapitulatif
| Dépénalisation de l’homosexualité                                                   | Depuis 1995 |
| Majorité sexuelle identique à celle des hétérosexuels                               | Depuis 2001 |
| Interdiction des discours de haine contre les LGBT                                  | Depuis 2010 |
| Interdiction de la discrimination liée à l'orientation sexuelle à l'embauche        | Depuis 2010 |
| Interdiction de la discrimination liée à l'identité de genre dans tous les domaines | Depuis 2010 |
| Mariage civil ou partenariat civil                                                  | Non         |
| Adoption conjointe dans les couples de personnes de même sexe                       | Non         |
| Adoption par les personnes homosexuelles célibataires                               | Non         |
| Droit pour les gays de servir dans l’armée                                          | Depuis 2008 |
| Droit de changer légalement de genre (après stérilisation)                          | Non         |
| Gestation pour autrui pour les gays                                                 | Non         |
| Accès aux FIV pour les lesbiennes                                                   | Non         |
| Autorisation du don de sang pour les HSH                                            | Non         |
| Interdiction des thérapies de conversion                                            | depuis 2020 |